# 2018년 동계 올림픽 키프로스 선수단
2018년 동계 올림픽 키프로스 선수단은 대한민국 평창에서 개최되는 2018년 동계 올림픽에 참가하는 올림픽 키프로스 선수단이다.
이번 대회에서 키프로스는 남자선수 한 명이 알파인스키 한 종목에 출전한다.

## 참가 선수
다음은 각 종목별 참가 선수 현황이다.
| 종목       | 남자 | 여자 | 총합 |
| ---------- | ---- | ---- | ---- |
| 알파인스키 | 1    | 0    | 1    |
| 총합       | 1    | 0    | 1    |

## 메달 집계
| 종목 | 1 | 2 | 3 | 합계 |
| 합계 |   |   |   |      |

## 대회 성적

### 알파인 스키
키프로스에는 총 한 명의 남자선수에게 출전권이 부여됐다.
| 선수                | 종목        | 1차  | 1차  | 2차  | 2차  | 총합 | 총합 |
| 선수                | 종목        | 시간 | 순위 | 시간 | 순위 | 시간 | 순위 |
| ------------------- | ----------- | ---- | ---- | ---- | ---- | ---- | ---- |
| 디노스 레프카리티스 | 남자 대회전 |      |      |      |      |      |      |
| 디노스 레프카리티스 | 남자 회전   |      |      |      |      |      |      |

## 같이 보기
- 올림픽 키프로스 선수단